# Di (vijf volkeren)
De Di (Chinees: 氐; pinyin: Dī) waren een oud volk dat in West-China woonde en genoemd werd als een van de niet-Han-Chinese Wu Hu of vijf barbaren die Noord-China tijdens de Jin-dynastie (265–420) en de periode van de Zestien Koninkrijken overvielen. Ze moeten niet worden verward met de eerdere Noordelijke Di, niet-verwante nomadische volkeren in Noord-China tijdens de Zhou-dynastie. 
Slechts enkele persoons- en plaatsnamen zijn bekend uit Chinese kronieken. De Di spraken mogelijk een Qiang-taal, een andere Tibeto-Birmaanse taal of een isolaattaal.

## Geschiedenis
Tijdens de Jin-dynastie veroverden de vijf semi-nomadische stammen der Xiongnu, Jie, Xianbei, Di en Qiang Noord-China. Historici noemen dit de periode van de zestien koninkrijken. Tijdens dit tijdperk heersten de Di over de staten Cheng Han (304–347), Vroegere Qin (351-394) en Latere Liang (386-403).
De Di kwamen oorspronkelijk uit het zuidelijke deel van de provincie Gansu. Hun leider, Fu Jian, stichtte de Vroegere Qin met als hoofdstad Chang'an. Hij benoemde Wang Meng, een Han-Chinees, als zijn premier. Zijn regering was sterk Chinees georiënteerd. Het leger bestond uit Han-Chinese infanterie en Di cavalerie.
In 370 veroverde Fu Jian het Vroegere Yan (307-370) en in 376 het Vroegere Liang (345-376). Daarop vormde hij het plan om de zuidelijke oostelijke Jin-dynastie (317–420) te veroveren. In 383 leidde Fu Jian een groot leger naar het zuiden. Hij ontmoette de hoofdtroepen van de Jin aan de Noordelijke Fei-rivier in Anhui. De Jin hadden een kleiner 80.000 man sterk leger onder bevel van Xie Shi en Xie Xuan.
Bij de Slag aan de Fei-rivier zag Fu Jian dat het Jin-leger goed gedisciplineerd was en in een rigide formatie stond. Xie Shi en Xie Xuan zagen dat het leger van Fu Jian niet klaar was voor de strijd. De strijdkrachten van Fu Jian waren een samenraapsel van soldaten uit vele stammen die terughoudend waren om zijn oorlog te voeren. Een boodschapper van de Jin werd over de rivier gestuurd en vroeg Fu Jian zijn leger een paar kilometer terug te trekken zodat het Jin-leger de rivier kon oversteken om de beslissende strijd aan te gaan. Fu Jian verwachtte vanwege zijn superieure aantal het Jin-leger makkelijk te kunnen verslaan. Hij was van plan de Jin-troepen aan te vallen zodra ze halverwege de rivier waren. Fu Jian stemde toe en beval zijn leger zich terug te trekken. Zodra het bevel van Fu Jian werd doorgegeven verspreidde zich onrust in zijn leger. Sommige troepen dachten dat ze al waren verslagen door het Jin-leger. Velen van hen raakten in paniek. Duizenden gooiden hun wapens neer en renden voor hun leven. Xie Shi zag dat het Qin-leger op de vlucht was en stak met een troepenmacht van 10.000 man de rivier over. Duizenden Qin-soldaten werden vertrapt in de stormloop, en het Qin-leger vluchtte naar het noorden.
Nadat de campagne van Fu Jian om het zuiden te veroveren in een ramp eindigde viel zijn rijk uiteen. Hij trok zich terug in Chang'an, gaf zijn zoon Fu Pi de leiding in de hoofdstad en keerde zelf terug naar het zuiden van Gansu om onder de Di nieuwe rekruten te zoeken. Onderweg werd Fu Jian gevangen genomen door soldaten van de vijandige Latere Qin (384–417) en opgehangen. Zijn zoon, Fu Pi, werd de nieuwe heerser van Vroegere Qin. In 394 werd de Vroegere Qin veroverd door de Latere Qin. De Vroegere Qin duurde 44 jaar.

## Cultuur
De Di leefden in delen van het huidige Gansu, Qinghai, Sichuan en Shaanxi. Ze waren cultureel verwant aan de Qiang, maar bedreven landbouw in de rivierdalen en woonden in huizen met houten balken en lemen muren. Ze waren mogelijk verwant aan de Geji (戈基) genoemd in Qiang-verhalen. 
De Di werden uiteindelijk geassimileerd in andere populaties. De huidige Baima in het zuidoosten van Gansu en noordwesten van Sichuan stammen mogelijk af van de Di.